# Martinšćina
Martinšćina – wieś w Chorwacji, w żupanii krapińsko-zagorskiej, w mieście Zlatar. W 2011 roku liczyła 375 mieszkańców.